# Tetramorium exasperatum
Tetramorium exasperatum är en myrart som beskrevs av Carlo Emery 1891. Tetramorium exasperatum ingår i släktet Tetramorium och familjen myror.

## Underarter
Arten delas in i följande underarter:
- T. e. acutiseta
- T. e. exasperatum